# Оливенса (Алагоас)
Оливенса (порт. Olivença)  —  муниципалитет в Бразилии, входит в штат Алагоас. Составная часть мезорегиона Сертан штата Алагоас. Входит в экономико-статистический  микрорегион Баталья. Население составляет 10 369 000 человек. Занимает площадь 173,6 км².
Праздник города —  2 февраля. 

## История
Город основан 2 февраля 1959 года. 